# Lusitanosaurus liasicus
Il lusitanosauro (Lusitanosaurus liasicus) è un arcosauromorfo vissuto nel Giurassico inferiore in Portogallo.

## Un frammento di mascella
Conosciuto solo per un frammento di mascella, questo rettile è considerato un nomen dubium. Al momento della scoperta i reperti, una mascella provvista di denti, furono ascritti ad animale molto simile, se non identico, al ben più noto dinosauro ornitischio Scelidosaurus dell'Inghilterra. Probabilmente, questo animale era un erbivoro quadrupede o semibipede dotato di un corpo lungo e basso, lungo forse 4 metri, relativamente slanciato, con una coda lunga e una testa piccola di forma triangolare. Il corpo doveva essere ricoperto da tubercoli ossei. Descritti per la prima volta da Lapparent e Zbyszewski nel 1957, i resti del lusitanosauro furono ritenuti a lungo i più antichi resti di dinosauro ritrovati in Portogallo. Tuttavia, successivi studi (Fonseca et al., 2024) hanno escluso l'appartenenza di Lusitanosaurus al clade dei dinosauri, inquadrandolo, invece, come un arcosauromorfo dall'incerta classificazione.